# Grabów (Białoruś)
Grabów (biał. Грабава, Grabawa; ros. Грабово, Grabowo) – wieś na Białorusi, w obwodzie homelskim, w rejonie żytkowickim, w sielsowiecie Milewicze, nad Słuczą.

## Historia
W XIX i w początkach XX w. wieś, majątek ziemski i folwark położone w Rosji, w guberni mińskiej, w powiecie mozyrskim. We wsi mieścił się tu wówczas zarząd (wołości) gminy Grabów, składającej się z 12 wsi. W folwarku była kaplica katolicka parafii w Petrykowie, w 1885 już nieistniejąca.
W latach 1919–1920 znajdowała się pod Zarządem Cywilnym Ziem Wschodnich, w okręgu brzeskim, w powiecie mozyrskim. Gdy w wyniku traktatu ryskiego większość gminy Grabów znalazła się po stronie sowieckiej, została ona zlikwidowana, a Grabów przeniesiono do gminy Lenin.
W dwudziestoleciu międzywojennym leżał w Polsce, w województwie poleskim, w powiecie łuninieckim, w gminie Lenin (Sosnkowicze). Wieś położona była przy granicy ze Związkiem Sowieckim, którą wyznaczała tu Słucz. Grabów miał wówczas status garnizonu Korpusu Ochrony Pogranicza. Stacjonowała tu kompania graniczna KOP „Grabów”. Na południe od wsi znajdowała się strażnica KOP „Grabów”.
W 1921 wieś liczyła 377 mieszkańców, zamieszkałych w 52 budynkach, w tym 329 Białorusinów, 36 Żydów, 7 Polaków i 5 Rusinów. 325 mieszkańców było wyznania prawosławnego, 45 mojżeszowego i 7 rzymskokatolickiego. Folwark liczył zaś 73 mieszkańców, zamieszkałych w 7 budynkach, w tym 37 Białorusinów, 35 Polaków i 1 Rusina. 40 mieszkańców było wyznania prawosławnego i 33 rzymskokatolickiego.
Po II wojnie światowej w granicach Związku Sowieckiego. Od 1991 w niepodległej Białorusi.